# Эхинакозид
Эхинакозид — фенол растительного происхождения, гликозид кофейной кислоты из класса фенилпропаноидов. Он состоит из трисахарида, состоящего из двух остатков глюкозы и одного остатка рамнозы, гликозидно связанных глик с одним остатком кофейной кислоты и одним остатком дигидроксифенилэтанола (гидрокситирозола) в центрально расположенной рамнозе. Этот водорастворимый гликозид является характерным вторичным метаболитом цветочных ратений рода эхинацея Эхинацея узколистная (Echinacea angustifolia) и Эхинацея бледная (Echinacea pallida) (примерно до 1 %), но встречается лишь в следовых количествах в эхинацее пурпурной (Echinacea purpurea). Он также выделен из растений рода цистанхе Cistanche tubulosa.
Эхинакозид был впервые выделен Штоллем в 1950 году из корней эхинацеи узколистной. Он проявляет слабую антибиотическую активность in vitro против золотистого стафилококка (Staphylococcus aureus) и некоторых стрептококков (Streptococcus).